# Krister Kristensson
Krister Kristensson, né le 25 juillet 1942 à Malmö en Suède et mort le 28 janvier 2023, est un joueur de football international suédois qui évoluait au poste de défenseur, avant de devenir ensuite entraîneur.

## Biographie

### Carrière de joueur

#### Carrière en club
Krister Kristensson joue en faveur du Malmö FF puis du Trelleborgs FF.
Avec le club du Malmö FF, il remporte sept championnats de Suède, et cinq Coupes de Suède.
Il dispute un total de 19 matchs en Coupe d'Europe des clubs champions. L'équipe de Malmö est finaliste de cette compétition en 1979, toutefois Kristensson ne dispute pas cette finale.

#### Carrière en sélection
Avec l'équipe de Suède, il joue 38 matchs, sans inscrire de but, entre 1967 et 1972. 
Il joue son premier match en équipe nationale le 10 août 1967 contre la Finlande, et son dernier le 17 septembre 1972 contre la Norvège.
Il figure dans le groupe des sélectionnés lors de la Coupe du monde de 1970. Lors du mondial organisé au Mexique, il ne joue aucun match.

### Carrière d'entraîneur
Il dirige les joueurs du Trelleborgs FF, puis ceux du Lunds BK, et enfin ceux d'Höllvikens.

## Palmarès
Malmö FF
- Championnat de Suède (7) :
  - Champion : 1965, 1967, 1970, 1971, 1974, 1975 et 1977.
  - Vice-champion : 1964, 1968, 1969, 1976 et 1978.

- Coupe de Suède (5) :
  - Vainqueur : 1967, 1973, 1974, 1975 et 1978.
  - Finaliste : 1971.